# Estado eléctrico
Estado eléctrico (título original en inglés: The Electric State) es una película de comedia dramática, aventuras y  ciencia ficción estadounidense de 2025 dirigida por Anthony y Joe Russo a partir de un guion de Christopher Markus y Stephen McFeely, basada vagamente en la novela gráfica de 2018 del mismo nombre de Simon Stålenhag. La película está protagonizada por Millie Bobby Brown, Chris Pratt, Ke Huy Quan, Jason Alexander, Woody Harrelson, Anthony Mackie, Brian Cox, Jenny Slate, Giancarlo Esposito y Stanley Tucci.
Los planes para una adaptación cinematográfica de la novela gráfica se anunciaron en 2017, con Andy Muschietti. Los hermanos Russo firmaron posteriormente para dirigir la película en diciembre de 2020. Posteriormente, Universal Pictures adquirió los derechos de distribución de la película antes de que Netflix se hiciera cargo de los derechos en junio de 2022. Gran parte del elenco se reveló entre junio de 2022 y noviembre de 2024.
The Electric State se estrenó en Netflix el 14 de marzo de 2025.

## Argumento
En 1990, una guerra entre humanos y robots sumió al mundo en el caos. Con la ayuda de Ethan Skate, director ejecutivo de Sentre, quien desarrolló la tecnología Neurocaster, que permitía a los humanos transferir sus mentes a drones, la humanidad logró ganar la guerra, mientras que los robots fueron relegados a la zona de exclusión. Sin embargo, el éxito de la tecnología Neurocaster significó que muchas personas optaron por vivir sus vidas virtuales en un estado semivegetativo mientras los drones hacían la mayor parte del trabajo.
En 1994, Michelle, una adolescente, vive con Ted, su padre adoptivo abusivo. Años antes, sufrió un accidente automovilístico con su familia, en el que, según se informa, fallecieron sus padres y su hermano. Ha vivido con varias familias de acogida, sin encontrar un hogar estable y también tiene problemas en la escuela, debido a su negativa a usar la tecnología Neurocaster para participar en clases virtuales.
Un día, Cosmo, un robot consciente, busca a Michelle. Cosmo solo puede comunicarse mediante gestos y un conjunto limitado de palabras pregrabadas, pero logra convencer a Michelle de que está controlado por su difunto hermano menor, Christopher, quien fue un niño prodigio. Ella y Cosmo emprenden un viaje a través de un paisaje distópico para encontrarlo.
En el camino, se encuentran con Keats, un veterano con un pasado complejo, y Herman, un robot consciente capaz de adoptar múltiples formas. Juntos, se encuentran con un grupo de robots en la zona de exclusión, liderados por el Sr. Peanut. Ahí, encuentran al Dr. Amherst, quien les explica que Sentre encontró a Christopher en un estado vegetativo aparentemente permanente tras el accidente y descubrió que podían crear la tecnología Neurocaster explotando su excepcional intelecto e integrando su consciencia en el Neurocaster. Esta tecnología fue fundamental para dar a los humanos una ventaja durante la guerra contra los robots. Sin embargo, después de que Christopher saliera inesperadamente del coma unos trece meses después, un arrepentido Amherst construyó una vía para que su mente escapara. Los drones Sentre, bajo el mando del coronel Bradbury, atacan el lugar, recapturan a Christopher, matan a Amherst y destruyen el hogar de los robots.
Decidida a rescatar a su hermano, Michelle se infiltra en el cuartel general de Sentre con la ayuda de Keats y Herman mientras los demás robots libran una guerra contra el ejército de drones de Skate. Disgustado por las acciones inhumanas de Skate, Bradbury deserta y ayuda a Peanut a enfrentarse a Skate. Michelle descubre a Christopher en estado de coma, con la conciencia atrapada en el sistema Neurocaster. En una reunión en el mundo virtual, Christopher expresa su deseo de liberarse de su existencia explotada. Respetando sus deseos, Michelle lo desconecta, lo que resulta en la muerte de su cuerpo físico. Durante la batalla, Keats casi pierde a Herman cuando su gran forma robótica es destruida por un dron. Sin embargo, una versión en miniatura de Herman emerge de los escombros.
La muerte de Christopher desencadena el cese de las operaciones de drones de Sentre, lo que desmantela el control de Skate y pone fin a la explotación de la tecnología Neurocaster. Tras el incidente, Skate es arrestado y el mundo comienza a reconstruirse tras la devastación causada por la guerra y la avaricia corporativa. Michelle transmite al mundo exponiendo cómo la tecnología Neurocaster ha afectado la vida de las personas e invitando a quienes deseen vivir en paz a la zona de exclusión.
El cuerpo de Cosmo es arrojado a un depósito de chatarra, pero se lo ve levantándose, lo que sugiere que una parte de la conciencia de Christopher aún puede residir dentro del robot.

## Elenco
- Millie Bobby Brown como Michelle Greene.
- Chris Pratt como John D. Keats.
- Ke Huy Quan como Dr. Clark Amherst / voz del agente.
- Stanley Tucci
- Jason Alexander
- Woody Norman como Christopher Greene.
- Martin Klebba como Herman.
- Holly Hunter como Madeline Vance.

### Voces
- Brian Cox como Popfly.
- Jenny Slate como Penny Pal.
- Giancarlo Esposito como Marshall
- Anthony Mackie como Herman.
- Billy Bob Thornton
- Woody Harrelson como Sr. Peanut.
- Hank Azaria como Perplexo.

## Producción

### Desarrollo
La película se anunció por primera vez en diciembre de 2017, cuando Anthony y Joe Russo adquirieron los derechos de la novela gráfica. Ellos se establecieron como productores, mientras negociaban con Andy Muschietti para dirigir. También se seleccionó a Christopher Markus y Stephen McFeely para escribir el guion. En diciembre de 2020, Universal Pictures ganó los derechos de distribución de la película, donde los Russo pasaron al rol de directores y Muschietti pasó a productor del proyecto a través de su nueva productora. Millie Bobby Brown fue elegida para ser la protagonista, y la tenían planeado comenzar la producción tan pronto como los Russo terminaran The Grey Man (2022) y Brown concluyera la filmación de la cuarta temporada de Stranger Things. En junio de 2022 se informó que los derechos de distribución de la película podrían llegar a transferirse a Netflix, ya que Universal no planeaba estrenar la película en cines. Más tarde ese mes, se confirmó que Netflix distribuiría la película, y Chris Pratt se encontraba en conversaciones para protagonizar un papel. Pratt se confirmó en agosto, con Michelle Yeoh, Stanley Tucci, Jason Alexander, Brian Cox y Jenny Slate uniéndose al elenco. También se informó que Cox y Slate le darían voz a personajes en la película. En octubre, Woody Norman se unió al elenco. En noviembre, Giancarlo Esposito fue elegido para la película como la voz de Marshall, un dron robótico amenazante. Anthony Mackie y Billy Bob Thornton también se unieron al elenco. Ke Huy Quan, coprotagonista de Yeoh en Everything Everywhere All at Once (2022), tuvo que reemplazarla después de que ella dejara el proyecto debido a conflictos de programación.

### Rodaje
El rodaje comenzó en octubre de 2022 en Atlanta, bajo el título provisional Stormwind. El 4 de noviembre de 2022 la producción de la película se detuvo temporalmente después de que un miembro del equipo que trabajaba en la película muriera en un accidente automovilístico fuera del set. La filmación terminó oficialmente a principios de febrero de 2023.

## Estreno
The Electric State se estrenó en Netflix el 14 de marzo de 2025.

## Premios y nominaciones
| Año  | Premio                          | Categoría                   | Nominado                                           | Resultado | Referencias |
| ---- | ------------------------------- | --------------------------- | -------------------------------------------------- | --------- | ----------- |
| 2025 | Nickelodeon Kids' Choice Awards | Actor de cine favorito      | Chris Pratt por su papel de John D. Keats          | Nominado  | [ 7 ]       |
| 2025 | Nickelodeon Kids' Choice Awards | Actriz de película favorita | Millie Bobby Brown por su papel de Michelle Greene | Nominada  | [ 7 ]       |